# Josef Julius Čermák
Josef Julius Čermák, německy Joseph Julius Czermak (2. června 1799 Praha – 14. března 1851 Vídeň), byl lékař, fyziolog, anatom a vysokoškolský učitel.

## Život
Byl synem váženého pražského lékaře, studoval medicínu v Praze a ve Vídni, kde v roce 1823 získal doktorát. V roce 1825 dočasně převzal katedru fyziologie a vyšší anatomie na vídeňské univerzitě. V roce 1827 zde byl jmenován řádným profesorem. Jeho hlavním oborem práce byla srovnávací anatomie. Během této doby navštěvoval jeho přednášky Nikolaus Lenau. V roce 1828 působil v Paříži. V roce 1848 byl zproštěn profesury a vrátil se do Prahy, kde se brzy těšil velké vážnosti jako praktický lékař. Byl rodinným lékařem rodiny Hanslicků.